# تیتو مالاگن
تیتو مالاگن (انگلیسی: Tito Malagón؛ زادهٔ ۲ ژوئیهٔ ۱۹۸۸) بازیکن فوتبال اهل اسپانیا است.
از باشگاه‌هایی که در آن بازی کرده‌است می‌توان به باشگاه فوتبال رایو وایکانو و باشگاه فوتبال آدمیرا واکر مودلینگ اشاره کرد.